# IZombie (4.ª temporada)
A quarta temporada de iZombie foi anunciada pela The CW em 10 de maio de 2017. Rob Thomas continua como showrunner e produtor executivo. A quarta temporada estreou em 26 de fevereiro de 2018.

## Elenco e personagens

### Principal
- Rose McIver como Olivia "Liv" Moore
- Malcolm Goodwin como Clive Babineaux
- Rahul Kohli como Ravi Chakrabarti
- Robert Buckley como Major Lilywhite
- David Anders como Blaine "DeBeers" McDonough
- Aly Michalka como Peyton Charles
- Robert Knepper como Angus McDonough

### Recorrente
- Daran Norris como Johnny Frost
- Carrie Anne Fleming como Candy Baker
- Marci T. House como Lieutenant Devore
- Eddie Jemison como Stacey Boss
- Ryan Beil como Jimmy Hahn
- Tim Chiou como AJ Jin
- Bryce Hodgson como Donald "Don E." Eberhard
- Robert Salvador como Detetive Cavanaugh
- Jessica Harmon como Dallas Anne "Dale" Bozzio
- Cole Vigue como Harris
- Nathan Barrett como Tanner
- Jason Dohring como Chase Graves
- Ella Cannon como Rachel Greenblatt
- Ryan Jefferson Booth como Dino
- Kett Turton como "Vampiro" Steve
- Adam Greydon Reid como Hobbs
- Jake Manley como Fisher "Capitão Seattle" Webb
- Jade Payton como Jordan Gladwell
- Giacomo Baessato como Russ Roche
- Nathanael Vass como Reid Sackman
- Jaren Brandt Bartlett como Tucker Fritz
- Nick Heffelfinger como Mace
- Keenan Tracey como Tim Timmerson
- Dawnn Lewis como Mama "Renegado" Leone
- Micah Steinke como Stan
- Daniel Bonjour como Levon Patch
- John Emmet Tracy como Enzo Lambert
- Melissa O'Neil como Suki
- Izabela Vidovic como Isobel Bloom
- Nemo Cartwright como "Crybaby" Carl
- James Jordan como "Zombie Killer" Cain
- Samuel Patrick Chu como Curtis

## Produção
A emissora The CW confirmou a quarta temporada de iZombie em 10 de maio de 2017. Rob Thomas continua como showrunner e produtor executivo, e já temos alguns atores confirmados para o elenco. Dentre eles, está a atriz Dawnn Lewis, que interpretará Mama "Renegado" Leone.
Robert Knepper, que interpretou Angus McDonough como um personagem recorrente na segunda e na terceira temporada, foi promovido para o elenco principal na quarta temporada.
A quarta temporada estreou em 26 de fevereiro de 2018.

## Episódios
| N.º na série | N.º na temp. | Título                                                                                | Dirigido por     | Escrito por                          | Exibição original       | Audiência (milhões) |
| ------------ | ------------ | ------------------------------------------------------------------------------------- | ---------------- | ------------------------------------ | ----------------------- | ------------------- |
| 46           | 1            | "Are You Ready for Some Zombies?" "(Está Pronto para uns Zumbis?)" (BR)               | Dan Etheridge    | Rob Thomas                           | 26 de fevereiro de 2018 | 0.99                |
| 47           | 2            | "Blue Bloody" "(Azul Sangrento)" (BR)                                                 | Michael Fields   | Dean Lorey                           | 5 de março de 2018      | 0.77                |
| 48           | 3            | "Brainless in Seattle, Part 1" "(Sem Cérebro em Seattle, Parte 1)" (BR)               | Michael Wale     | Heather V. Regnier                   | 12 de março de 2018     | 0.76                |
| 49           | 4            | "Brainless in Seattle, Part 2" "(Sem Cérebro em Seattle, Parte 2)" (BR)               | Michael Fields   | Heather V. Regnier                   | 19 de março de 2018     | 0.73                |
| 50           | 5            | "Goon Struck" "(O Ataque do Valentão)" (BR)                                           | Joaquin Sedillo  | Bob Dearden                          | 26 de março de 2018     | 0.72                |
| 51           | 6            | "My Really Fair Lady" "(Minha Bela Dama)" (BR)                                        | Tessa Blake      | Graham Norris                        | 9 de abril de 2018      | 0.80                |
| 52           | 7            | "Don't Hate the Player, Hate the Brain" "(Não Odeie o Jogador, Odeie o Cérebro)" (BR) | Tuan Quoc Le     | Sara Saedi                           | 16 de abril de 2018     | 0.81                |
| 53           | 8            | "Chivalry Is Dead" "(O Cavalheirismo Morreu)" (BR)                                    | Jason Bloom      | Diane Ruggiero-Wright                | 23 de abril de 2018     | 0.68                |
| 54           | 9            | "Mac-Liv-Moore" "(Mac-Liv-Moore)" (BR)                                                | LL Hayter        | Talia Gonzalez & Bisanne Masoud      | 30 de abril de 2018     | 0.68                |
| 55           | 10           | "Yipee Ki Brain, Motherscratcher!" "(Cérebro de Yipee Ki, Filho da Mãe!)" (BR)        | Enrico Colantoni | Chelsea Catalanotto                  | 7 de maio de 2018       | 0.78                |
| 56           | 11           | "Insane in the Germ Brain" "(A Louca da Cabeça de Germe)" (BR)                        | Jude Weng        | Dean Lorey                           | 14 de maio de 2018      | 0.72                |
| 57           | 12           | "You've Got to Hide Your Liv Away" "(Você Tem Que Esconder Sua Vida)" (BR)            | Jason Bloom      | Diane Ruggiero-Wright & John Bellina | 21 de maio de 2018      | 0.64                |
| 58           | 13           | "And He Shall Be a Good Man" "(E Ele Será um Bom Homem)" (BR)                         | Dan Etheridge    | Rob Thomas                           | 28 de maio de 2018      | 0.74                |